# Adjutorbischof
Bei einem Adjutorbischof handelte es sich um einen Weihbischof mit dem Recht, dem bischöflichen Kommissar bzw. Generalvikar in der kirchlichen Jurisdiktion nachzufolgen. Von einem Adjutorbischof ist nur im Zusammenhang mit den katholischen Jurisdiktionsbezirken der DDR die Rede.